# Ormosia ruddiana
Ormosia ruddiana är en ärtväxtart som beskrevs av Gennady Pavlovich Yakovlev. Ormosia ruddiana ingår i släktet Ormosia och familjen ärtväxter. Inga underarter finns listade i Catalogue of Life.